# 땡큐, 대디
《땡큐, 대디》(프랑스어: De toutes nos forces)는 2013년 공개된 프랑스의 영화이다. 감독은 닐스 타베르니에이다

## 출연

### 주연
- 자크 갬블랭
- 파비앙 에로
- 알렉산드라 라미
- 소피 드 퓌어스트

### 조연
- 파블로 폴리
- 크리스텔 코닐
- 사비에르 마티유
- 프레드 에포드
- 산드라 르클레르크
- 리디아 길러먼
- 소니아 제이콥
- 라우라 라르듀스
- 이베트 쁘띠
- 헬레나 고흐딘 도어티
- 라파엘 보이어스

## 기타
- 원작자: 닐스 타베르니에